# Lambesc
Lambesc é uma comuna francesa na região administrativa da Provença-Alpes-Costa Azul, no departamento de Bouches-du-Rhône. Estende-se por uma área de 65,34 km². Em 2010 a comuna tinha 10 072 habitantes (densidade: 154,1 hab./km²).